# Falko Theilig
Falko Theilig (* 2. März 1992 in Gießen) ist ein deutscher Basketballspieler.
Theilig wurde mit einer Doppellizenz bei den Skyliners Frankfurt in der Basketball-Bundesliga und der ProB ausgestattet. In der Pro-B-Saison 2010/11 erzielt er bisher 8,1 Punkte und 5,2 Assists pro Partie. Zur Saison 2012/2013 wechselte Theilig in die ProA und unterschrieb einen Vertrag bei den Crailsheim Merlins. Bei den Merlins konnte sich Theilig jedoch nicht wie erhofft durchsetzen und er kehrte später wieder zur zweiten Mannschaft der Fraport Skyliners zurück. Zur Saison 2013/2014 schloss er sich dem BBL-Absteiger Gießen 46ers an. 